# L'opportunità
L'opportunità è un singolo di Pupo, Paolo Belli e Youssou N'Dour, presentato al Festival di Sanremo 2009 e pubblicato il 18 febbraio di quell'anno dall'etichetta discografica Warner sia come singolo digitale che nei negozi di dischi.

## Descrizione
La canzone è stata scritta da Pupo insieme a Mogol e tratta un tema sociale, che incita all'integrazione dei popoli all'interno della propria società.
È stata una delle canzoni finaliste di quell'anno, vinto da Marco Carta con il brano La forza mia, e nella serata dei duetti svoltasi venerdì 20 febbraio è stata interpretata dal trio di cantanti insieme a Gianni Morandi. Il brano si classifica 10º alla kermesse. 
Il singolo ha riscosso un successo solo discreto, raggiungendo la diciottesima posizione della classifica italiana.

## Tracce
1. L'opportunità – 4:06

## Classifiche
| Classifica (2009) | Posizione raggiunta |
| ----------------- | ------------------- |
| Italia            | 18                  |